# D'Urville Martin
Pour les articles homonymes, voir Martin.
D'Urville Martin, né le 11 février 1939 à New York (État de New York) et mort le 28 mai 1984 à Los Angeles (Californie), est un acteur et réalisateur américain.

## Biographie

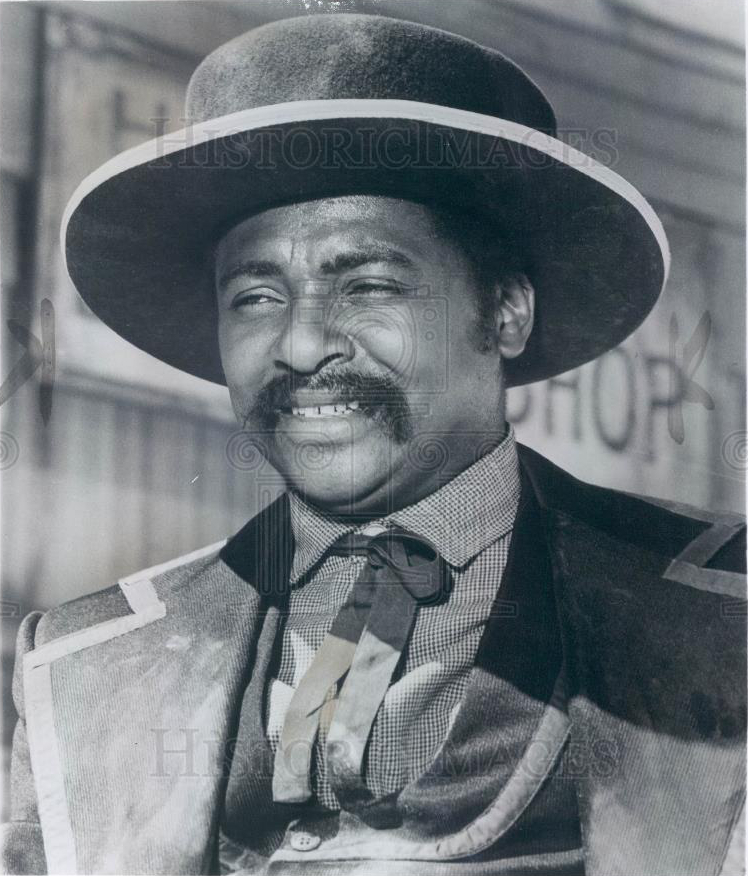
Dans Boss Nigger (1975)

En sa ville natale, D'Urville Martin apparaît au théâtre Off-Broadway, où il débute dans la comédie musicale Un petit coin aux cieux, sur une musique de Vernon Duke (1964, avec Rosetta LeNoire) ; suit la pièce The Toilet de LeRoi Jones (1964-1965, avec Antonio Fargas).
Au cinéma, il contribue à vingt-trois films américains, le premier sorti en 1964 ; les deux suivants sont Devine qui vient dîner... de Stanley Kramer (1967, avec Katharine Hepburn et Spencer Tracy) et Rosemary's Baby de Roman Polanski (1968, avec Mia Farrow et John Cassavetes).
Durant les années 1970, il s'illustre dans des films de blaxploitation, dont Black Caesar de Larry Cohen (1973, avec Fred Williamson et Gloria Hendry).
Mentionnons encore Boss Nigger de Jack Arnold (1975, avec Fred Williamson et William Smith) et The Bear de Richard C. Sarafian (avec Gary Busey et Jon-Erik Hexum), son dernier film sorti le 28 septembre 1984 (exactement quatre mois après sa mort prématurée à 45 ans, d'une crise cardiaque).
En outre, il réalise deux films de blaxploitation, Dolemite (1975, avec Rudy Ray Moore) puis Black Disco (1977, avec Harold Nicholas (en)), où il est également acteur.
À la télévision américaine, D'Urville Martin joue dans dix-neuf séries entre 1966 et 1976, dont Des agents très spéciaux (deux épisodes, 1967), Les Règles du jeu (deux épisodes, 1968-1970) et Insight (trois épisodes, 1968-1975).

## Théâtre Off-Broadway (intégrale)
- 1964 : Un petit coin aux cieux (Cabin in the Sky), comédie musicale, musique de Vernon Duke, lyrics de John La Touche, livret de Lynn Root : Fleetfoot
- 1964-1965: The Toilet de LeRoi Jones : Hines

## Filmographie

### Cinéma

#### Acteur (sélection)

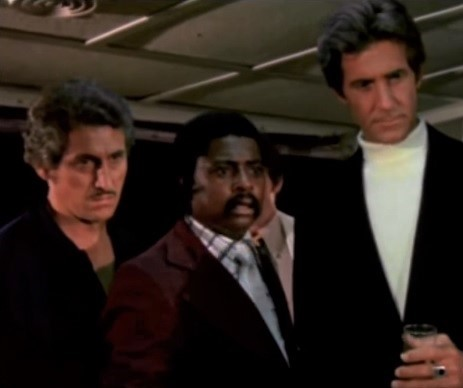
Au centre, dans ' (1975)

- 1967 : Devine qui vient dîner... (Guess Who's Coming to Dinner) de Stanley Kramer : Frankie
- 1968 : Rosemary's Baby de Roman Polanski : Diego
- 1970 : Watermelon Man de Melvin Van Peebles : le chauffeur de bus
- 1973 : Book of Numbers (en) de Raymond St. Jacques : Billy Bowlegs
- 1973 : Black Caesar, le parrain de Harlem (Black Caesar) de Larry Cohen : le révérend Rufus
- 1973 : Casse dans la ville (Hell Up in Harlem) de Larry Cohen : le révérend Rufus
- 1974 : Quand la ville tremble (The Zebra Killer) de William Girdler : le souteneur
- 1975 : Boss Nigger de Jack Arnold : Amos
- 1975 : Sheba, Baby (en) de William Girdler : le chef des tueurs
- 1976 : Death Journey (en) de Fred Williamson : le détective Don
- 1976 : Fureur aveugle de Efren C. Piñon (en) : Willie Black
- 1983 : Big Store (en) (The Big Store) de Fred Williamson : Easy
- 1984 : The Bear de Richard C. Sarafian : Billy

#### Réalisateur (intégrale)
- 1975 : Dolemite (+ acteur : Willie Green)
- 1977 : Black Disco (+ producteur et acteur : Stuffman)

### Télévision
(sélection de séries)
- 1966 : Le Jeune Docteur Kildare (Dr Kildare)
  - Saison 5, épisode 38 A Cry from the Street de Corey Allen : Gage
- 1966-1968 : Daktari
  - Saison 2, épisode 6 La Grande Épreuve (The Test, 1966) de Paul Landres : Ngaio
  - Saison 3, épisode 20 Le Cimetière des éléphants (License to Kill, 1968) de John Florea : Abdul
- 1967 : Daniel Boone
  - Saison 3, épisode 18 The Wolf Man d'Earl Bellamy : Joseph
- 1967 : Des agents très spéciaux (The Man from U.N.C.L.E.)
  - Saison 3, épisode 27 Histoire de pommes (The Apple-a-Day Affair) : Gardner Brown
  - Saison 4, épisode 2 L'École du crime (The Test-Tube Affair) : le 5e étudiant
- 1967 : Cimarron
  - Saison unique, épisode 10 Till the End of Night d'Alvin Ganzer : le messager
- 1968 : Les Envahisseurs (The Invaders)
  - Saison 2, épisode 22 L'Étau (The Vise) de William Hale : Casey
- 1968-1970 : Les Règles du jeu (The Name of the Game)
  - Saison 1, épisode 13 The Black Answer (1968) de Leslie Stevens : Carlton
  - Saison 3, épisode 1 So Long, Baby, and Amen (1970) de Marvin J. Chomsky : Hewitt Smith
- 1968-1975 : Insight, épisodes Look Back to the Garden (1968 - Eddie) de John Meredyth Lucas, The Immigrant (1971 - M. Anders) d'Hal Cooper et Hellbound Blues (1975 - Jelly)
- 1969 : Sur la piste du crime (The F.B.I.)
  - Saison 5, épisode 10 The Sanctuary de Jesse Hibbs : Paul Laraby
- 1970 : The Bold Ones: The New Doctors
  - Saison 2, épisode 1 This Will Really Kill You de Jeffrey Hayden : Ed
- 1971 : L'Homme de fer (Ironside)
  - Saison 5, épisode 11 Le Bon Samaritain (Good Samaritan) de Leslie H. Martinson : le caporal Lester Howe
- 1973 : Hec Ramsey
  - Saison 1, épisode 5 Le Mystère des collines (The Mystery of Chalk Hill) d'Harry Morgan : Willie Watson

## Commentaire
Il est incarné par Wesley Snipes dans Dolemite Is My Name de Craig Brewer (2019).